# Cuilén di Scozia
Cuilén Mac Iduilb, chiamato anche "Culen" o "Colin" (... – Abingdon-on-Thames, 971), è stato re di Scozia dal 967 al 971.

## Biografia

### Infanzia
Era uno dei tre figli di Indulf di Scozia, gli altri due erano Amlaib di Scozia ed Eochaid. Si suppone che Cuilén fosse implicato nella morte del suo predecessore Dubh di Scozia, che aveva sconfitto Cuilén nella battaglia nel 965.

### Regno
Le cronache dei re riportano parecchi eventi durante il regno di Cuilén. Si dice che il figlio di Marcan di Breodalaig (o di Breodalach) è stato ucciso nel Lothian, quel Cellach, vescovo di Saint Andrews e Máel Brigte, anche lui vescovo, sono morti in quegli anni.
Altre morti segnalate includono Donald mac Cairill e Máel Brigte mac Dubacain, le identità dei quali sono sconosciute, ma devono evidentemente essere stati uomini importanti. Máel Brigte potrebbe essere stato un figlio di Dubacan mac Indrechtaig, conte di Angus, che è stato ucciso nella Battaglia di Brunanburh nel 937. Per concludere, si dice anche che Leot e Sluagadach siano andati a Roma, presumibilmente per affari di chiesa. 

### Morte
Nel 971 Cuilén, con suo fratello Eochaid, sono stati uccisi in un corridoio a Lothian da Amdarch, re di Strathclyde. Si dice che il motivo dell'uccisione sia la vendetta: Cuilén infatti stuprò la figlia di Amdarch.
Le cronache dei re non dicono che è stato sepolto a Iona, ma la parte relativa alla morte di Dubh indica chiaramente che questo era assai probabile. A Cuilén successe Cináed fratello di Dubh, che è stato sostituito per un breve periodo, dal 973 al 977 circa, da Amlaíb, fratello di Cuilén. Il figlio di Cuilén Costantino, successivamente divenne anche lui re di Scozia.